# 우라베촌
우라베촌(占部村)은 아이치현 헤키카이군에 설치되었던 촌이다. 현재의 오카자키시 님서부에 해당한다.